# Paralimnophila pectinella
Paralimnophila pectinella är en tvåvingeart som först beskrevs av Alexander 1937.  Paralimnophila pectinella ingår i släktet Paralimnophila och familjen småharkrankar. Inga underarter finns listade i Catalogue of Life.